# Helen Wills Moody
Helen Newington Wills Roark (Centerville, 6 de outubro de 1905 - Carmel, 1 de janeiro de 1998) foi uma tenista norte-americana, expoente feminina que se tornou a primeira grande campeã do tênis mundial, vencendo 19 vezes torneios de Grand Slam em simples e 31 vezes no total, além de ter ganho 2 medalhas de ouro olímpicas nos jogos de Paris 1924. Também foi escritora e artista plástica.

## Biografia
Nascida em Centerville, foi criada em Point of Timber, próximo de Byron. Cursou a Universidade da Califórnia em Berkeley, formando-se em 1925 em artes plásticas, como membro da sociedade Phi Beta Kappa. Casou-se em primeiras núpcias com Frederick Moody em dezembro de 1929, quando já estava estabelecida como uma grande tenista. O casamento terminou em 1937, quando divorciaram-se. Em outubro de 1939, casou-se em segundas núpcias com Aidan Roark. Não teve filhos.
O senador democrata pela Califórnia James D. Phelan era grande amigo de Wills e a convidou para passar uma temporada em sua propriedade, a Villa Montalvo, perto de Saratoga. Por hobbie, escreveu duas obras em poesia, "The Awakening" e "The Narrow Street", que foram apresentados em um festival literário apoiado por Phelan, em 1926, onde foi laureada. O próprio Phelan escreveu um poema em ode à Wills. Em 1928, Phelan encomendou a Haig Patigian que criasse uma obra em homenagem a Wills. No mesmo ano, Patigian criou um busto de Wills, que foi doado por Phelan para o M. H. de Young Memorial Museum. Com a sua morte em 1930, Phelan deixou para Wills a quantia de USD$ 20 mil, como "reconhecimento da sua conquista do campeonato de tênis para a Califórnia".
Wills conheceu o pintor Diego Rivera e sua esposa Frida Kahlo no estúdio em San Francisco de seu amigo Ralph Stackpole em 1930. Rivera usou Wills como uma das modelos para a obra Allegory of California, para a sede social do clube da San Francisco Stock Exchange. Entretanto, não permitiram que ali tivesse qualquer pessoa viva representada, assim, Rivera providenciou algumas alterações, de forma a esconder os traços de Wills.
Escreveu um guia sobre tênis em 1928 (Tennis), sua autobiografia (Fifteen-Thirty: The Story of a Tennis Player) em 1937 e a novela de mistério Death Serves an Ace, com Robert Murphy, em 1939. Também foi articulista para vários jornais.
Durante sua vida, pintou vários quadros e ilustrou seu livro Tennis, tendo várias de suas obras expostas em várias galerias de Nova Iorque. Jogaria tênis até os oitenta anos.
Antes de falecer, em 1998, doou USD$ 10 milhões para a Universidade da Califórnia em Berkeley para a criação de um Instituto de Neurociência, que se transformou no Helen Wills Neuroscience Institute, criado em 1999, que atualmente tem 40 pesquisadores e 36 docentes.

## Carreira

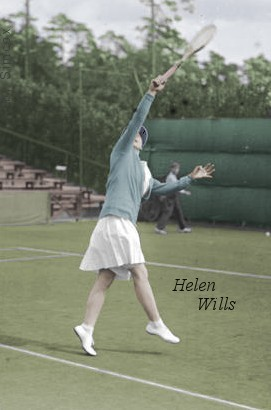
Helen Wills, em jogo disputado em 1929.

Wills era tida como introvertida e tímida em quadra, raramente demonstrando emoções, ignorando suas oponentes e não tomando conhecimento da torcida. Ganhou ao longo da carreira um total de 31 torneios Grand Slam de tênis (em simples, duplas femininas e duplas mistas), sendo oito Torneio de Wimbledon, sete US Championships e quatro Aberto da França em simples. Chegou a sua primeira final de um torneio Grand Slam em 1922, aos 16 anos, perdendo o US Championships para Molla Bjurstedt Mallory. No ano seguinte, bateu a mesma Bjurstedt Mallory, conquistando seu primeiro torneio.
Em 1924, participa do torneio olímpico em Paris e conquista duas medalhas de ouro, em simples e em duplas, ao lado de Hazel Wightman. Em 1926, teve uma crise de apendicite durante o Aberto da França, o que lhe prejudicou o ano, sendo este o único ano em que não disputou ao menos uma final de Grand Slam.
Encontrou a Suzanne Lenglen apenas uma vez na carreira, na final do torneio de Carlton Club em Cannes, tendo entre os espectadores o Rei Gustavo V da Suécia, em partida muito disputada que teve, ao final, a vitória de Lenglen.
Ela foi membro do time americano na Wightman Cup, precursora da Fed Cup, em 1923, 1924, 1925, 1927, 1928, 1929, 1930, 1931, 1932 e 1938.
Entre 1927 e 1932, não perdeu sequer um set jogado, ganhando nesse período 5 Torneios de Wimbledon, 4 US Championships e 4 Abertos da França. No total, nos gramados de Wimbledon disputou 51 partidas, obtendo 50 vitórias. Em janeiro de 1933, disputou e venceu uma partida exibição contra Phil Neer, jogador n.º 8 do ranking masculino da USTA. É, ainda hoje, considerada uma das mais completas e vitoriosas tenistas de todos os tempos.
Teve seu nome incluso no International Tennis Hall of Fame em 1959.

## Torneios de Grand Slam

### Campeã em simples (19)
| Ano  | Torneio          | Oponente na final            | Resultado     |
| 1923 | US Championships | Molla Bjurstedt Mallory      | 6–2, 6–1      |
| 1924 | US Championships | Molla Bjurstedt Mallory      | 6–1, 6–3      |
| 1925 | US Championships | Kathleen McKane Godfree      | 3–6, 6–0, 6–2 |
| 1927 | Wimbledon        | Lili de Alvarez              | 6–2, 6–4      |
| 1927 | US Championships | Betty Nuthall Shoemaker      | 6–1, 6–4      |
| 1928 | Roland Garros    | Eileen Bennett Whittingstall | 6–1, 6–2      |
| 1928 | Wimbledon        | Lili de Alvarez              | 6–2, 6–3      |
| 1928 | US Championships | Helen Hull Jacobs            | 6–2, 6–1      |
| 1929 | Roland Garros    | Simone Mathieu               | 6–3, 6–4      |
| 1929 | Wimbledon        | Helen Hull Jacobs            | 6–1, 6–2      |
| 1929 | US Championships | Phoebe Holcroft Watson       | 6–4, 6–2      |
| 1930 | Roland Garros    | Helen Hull Jacobs            | 6–2, 6–1      |
| 1930 | Wimbledon        | Elizabeth Ryan               | 6–2, 6–2      |
| 1930 | US Championships | Eileen Bennett Whittingstall | 6–4 6–1       |
| 1932 | Roland Garros    | Simone Mathieu               | 7–5, 6–1      |
| 1932 | Wimbledon        | Helen Hull Jacobs            | 6–3, 6–1      |
| 1933 | Wimbledon        | Dorothy Round Little         | 6–4, 6–8, 6–3 |
| 1935 | Wimbledon        | Helen Hull Jacobs            | 6–3, 3–6, 7–5 |
| 1938 | Wimbledon        | Helen Hull Jacobs            | 6–4, 6–0      |

### Finais em simples (3)
| Ano  | Torneio          | Oponente na final       | Resultado                 |
| 1922 | US Championships | Molla Bjurstedt Mallory | 3-6, 1-6                  |
| 1924 | Wimbledon        | Kathleen McKane Godfree | 6–4, 4-6, 4-6             |
| 1933 | US Championships | Helen Hull Jacobs       | 6-8, 6-3, 0-3 (abandonou) |

### Campeã em duplas feminina (9)
| Ano  | Torneio          | Parceira          | Oponentes na final                      | Resultado     |
| 1922 | US Championships | Marion Jessup     | Edith Sigourney Molla Bjurstedt Mallory | 6-4, 7-9, 6-3 |
| 1924 | Wimbledon        | Hazel H. Wightman | Phyllis Covell Kathleen McKane          | 6-4, 6-4      |
| 1924 | US Championships | Hazel H. Wightman | Eleanor Goss Marion Jessup              | 6-4, 6-3      |
| 1925 | US Championships | Mary K. Browne    | May S. Bundy Elizabeth Ryan             | 6-4, 6-3      |
| 1927 | Wimbledon        | Elizabeth Ryan    | Bobbie Heine Irene B. Peacock           | 6-3, 6-2      |
| 1928 | US Championships | Hazel H. Wightman | Edith Cross Anna McCune Harper          | 6-2, 6-2      |
| 1930 | Roland Garros    | Elizabeth Ryan    | Simone Barbier Simonne Mathieu          | 6-3, 6-1      |
| 1930 | Wimbledon        | Elizabeth Ryan    | Edith Cross Sarah Palfrey Cooke         | 6-2, 9-7      |
| 1932 | Roland Garros    | Elizabeth Ryan    | Betty Nuthall Eileen Bennett            | 6-1, 6-3      |

### Finais em duplas femininas (1)
| Ano  | Torneio          | Parceira       | Oponentes na final                   | Resultado |
| 1933 | US Championships | Elizabeth Ryan | Betty Nuthall Freda James Hammersley | w/o       |

### Campeã em duplas mistas (3)
| Ano  | Torneio          | Parceiro         | Oponentes na final                  | Resultado     |
| 1924 | US Championships | Vincent Richards | Bill Tilden Molla Bjurstedt Mallory | 6-8, 7-5, 6-0 |
| 1928 | US Championships | John Hawkes      | Edgar Moon Edith Cross              | 6-1, 6-3      |
| 1929 | Wimbledon        | Frank Hunter     | Ian Collins Joan Fry-Lakeman        | 6-1, 6-4      |

### Finais em duplas mistas (4)
| Ano  | Torneio          | Parceiro      | Oponentes na final                  | Resultado     |
| 1922 | US Championships | Howard Kinsey | Bill Tilden Molla Bjurstedt Mallory | 4-6, 3-6      |
| 1928 | Roland Garros    | Frank Hunter  | Henri Cochet Eileen Bennett         | 6-3, 3-6, 3-6 |
| 1929 | Roland Garros    | Frank Hunter  | Henri Cochet Eileen Bennett         | 3-6, 2-6      |
| 1932 | Roland Garros    | Sidney Wood   | Fred Perry Betty Nuthall            | 4-6, 2-6      |